# Parco provinciale di Algonquin
Il parco provinciale di Algonquin è un parco tra la Georgian Bay e il fiume Ottawa nell'Ontario, principalmente nella parte sud non organizzata del distretto di Nipissing. Fondato nel 1893, è il più antico parco provinciale del Canada. Le aggiunte dalla sua creazione ne hanno aumentato le dimensioni fino a quella attuale di circa 7.653 chilometri quadrati, circa una volta e mezza la dimensione di Prince Edward Island o circa un quarto dell'estensione superficiale del Belgio. Il parco è contiguo con diversi parchi provinciali minori, amministrativamente separati, che proteggono importanti fiumi della zona (come il fiume Madawaska, sito nell’omonima cittadina), creando un'area protetta totale più ampia.

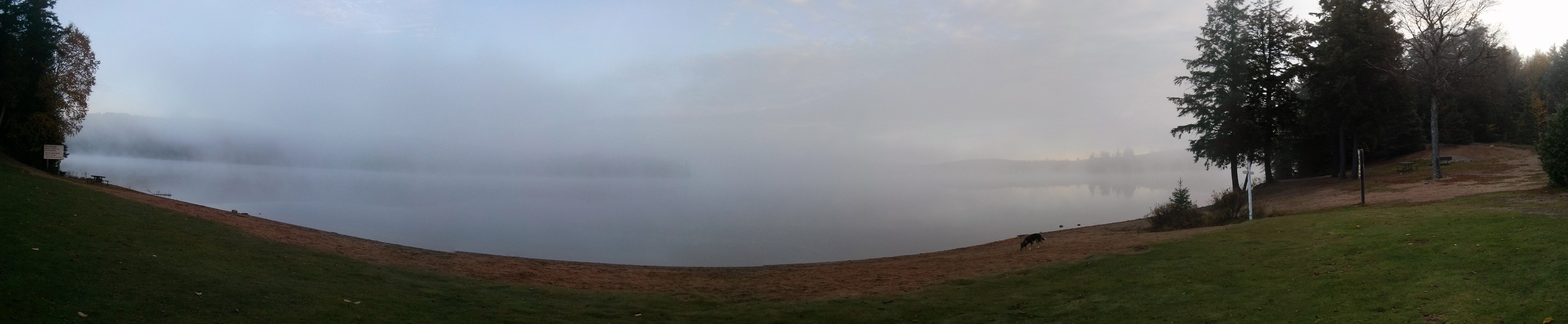
Veduta del lago di Canisbay, nel Parco provinciale di Algonquin, al sorgere del sole nell'autunno del 2014

## Fauna e flora del parco
All'interno dei confini del parco vivono i seguenti numeri di specie: 53 specie di mammiferi, 272 specie di uccelli, 31 specie di rettili e anfibi, 54 specie di pesci, circa 7000 specie di insetti, oltre 1000 specie di piante e oltre mille specie di funghi. Tra gli animali che abitano il parco vi sono: alci, orsi neri, cervi dalla coda bianca, ghiandaie canadesi, castori canadesi, volpi rosse, grandi gufi grigi e lupi canadesi.
Vecchi aceri, abeti canadesi e foreste di betulle gialle sono comuni nel Parco di Algonquin. Alcuni ricercatori hanno datato l'età di alcuni alberi nella foresta di Algonquin, individuandola dal numero dei cerchi della sezione, fino a 430 anni e con l'utilizzo di tecniche estimatorie alcuni fino a 610 anni.
Qualche foresta del parco rientra in aree di utilizzazione-ricreazione ed è disponibile per soggiorni.

## Esempi di flora e fauna del parco

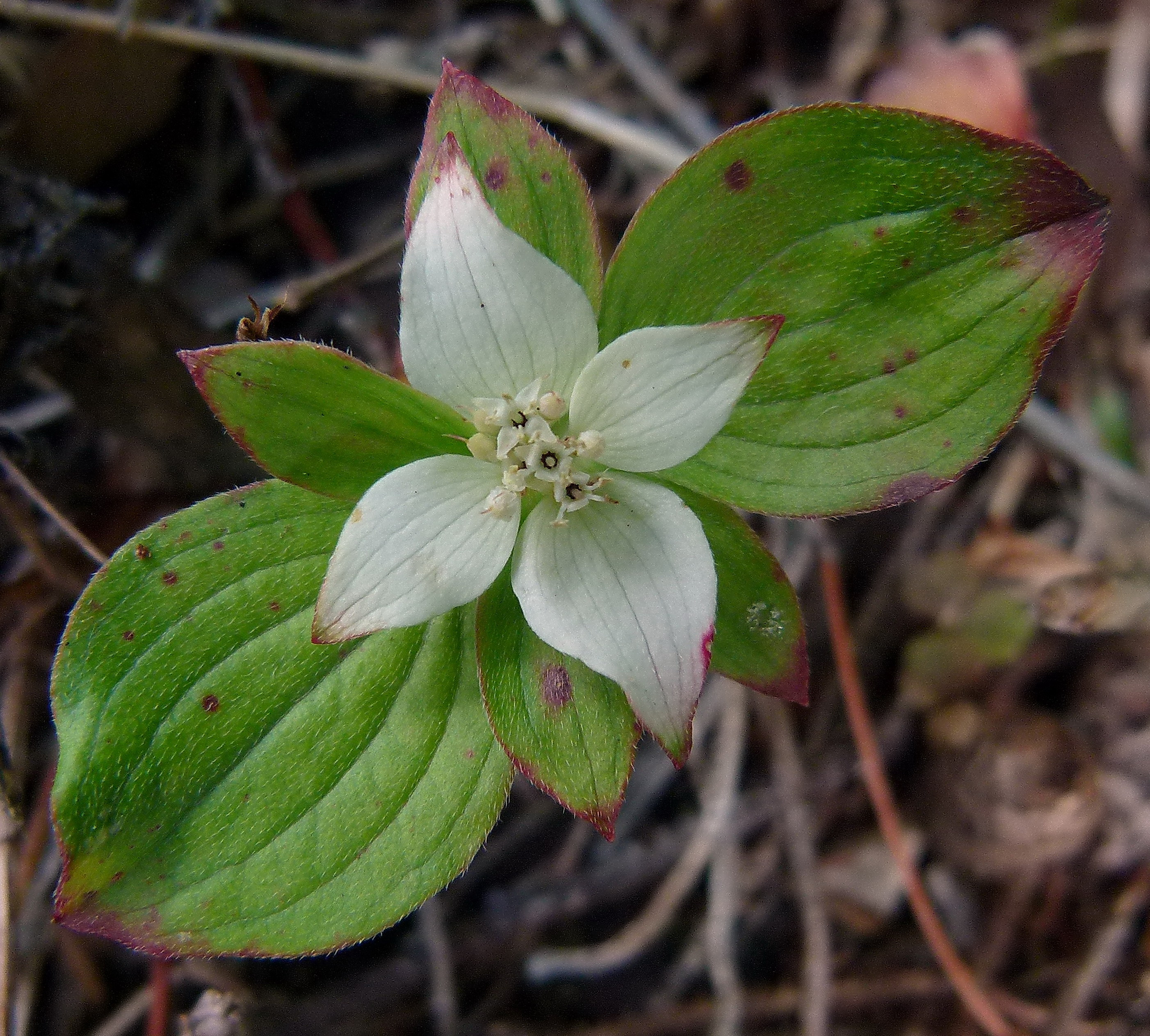
Cornus canadensis
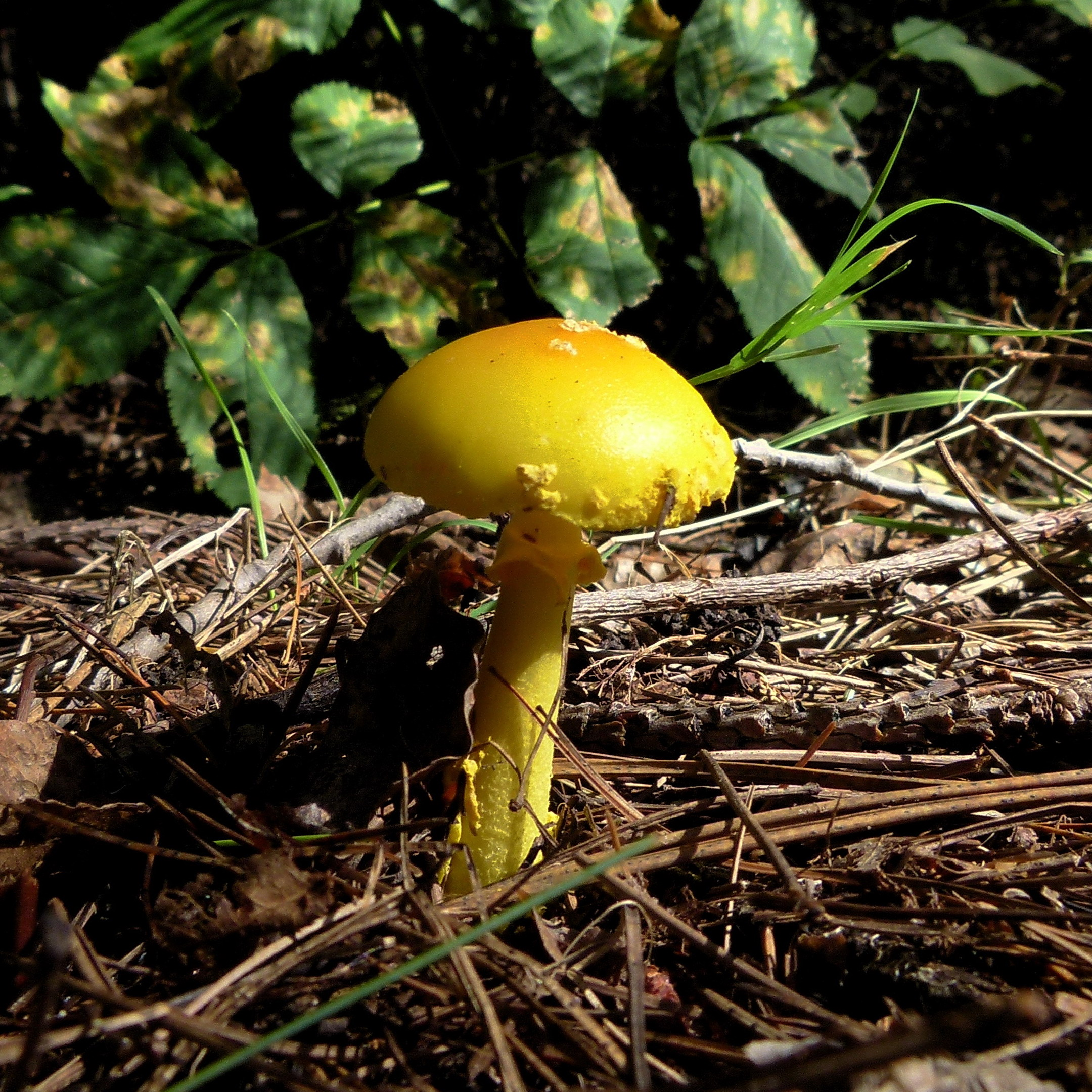
Uno dei funghi presenti nel parco
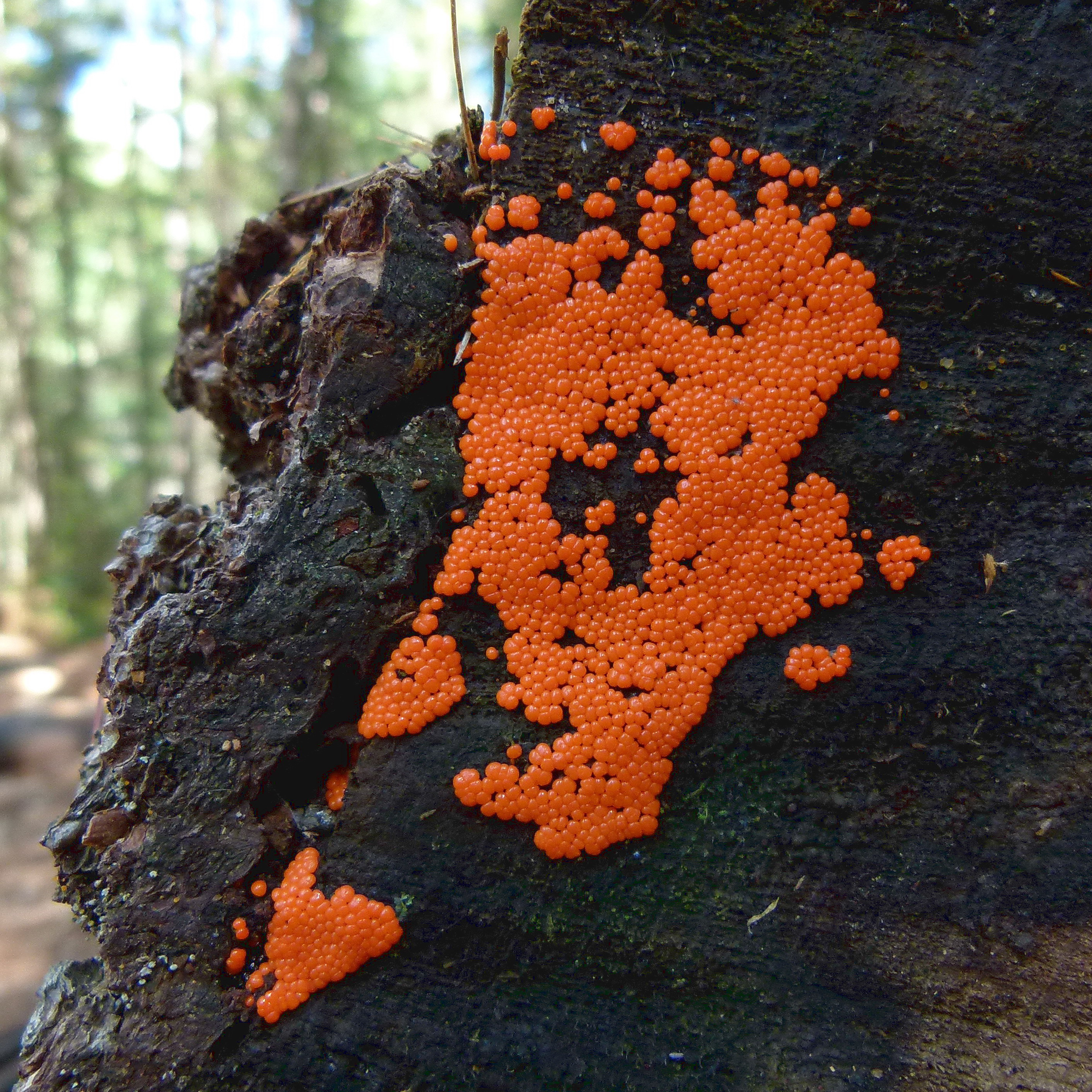
Funghi nel parco
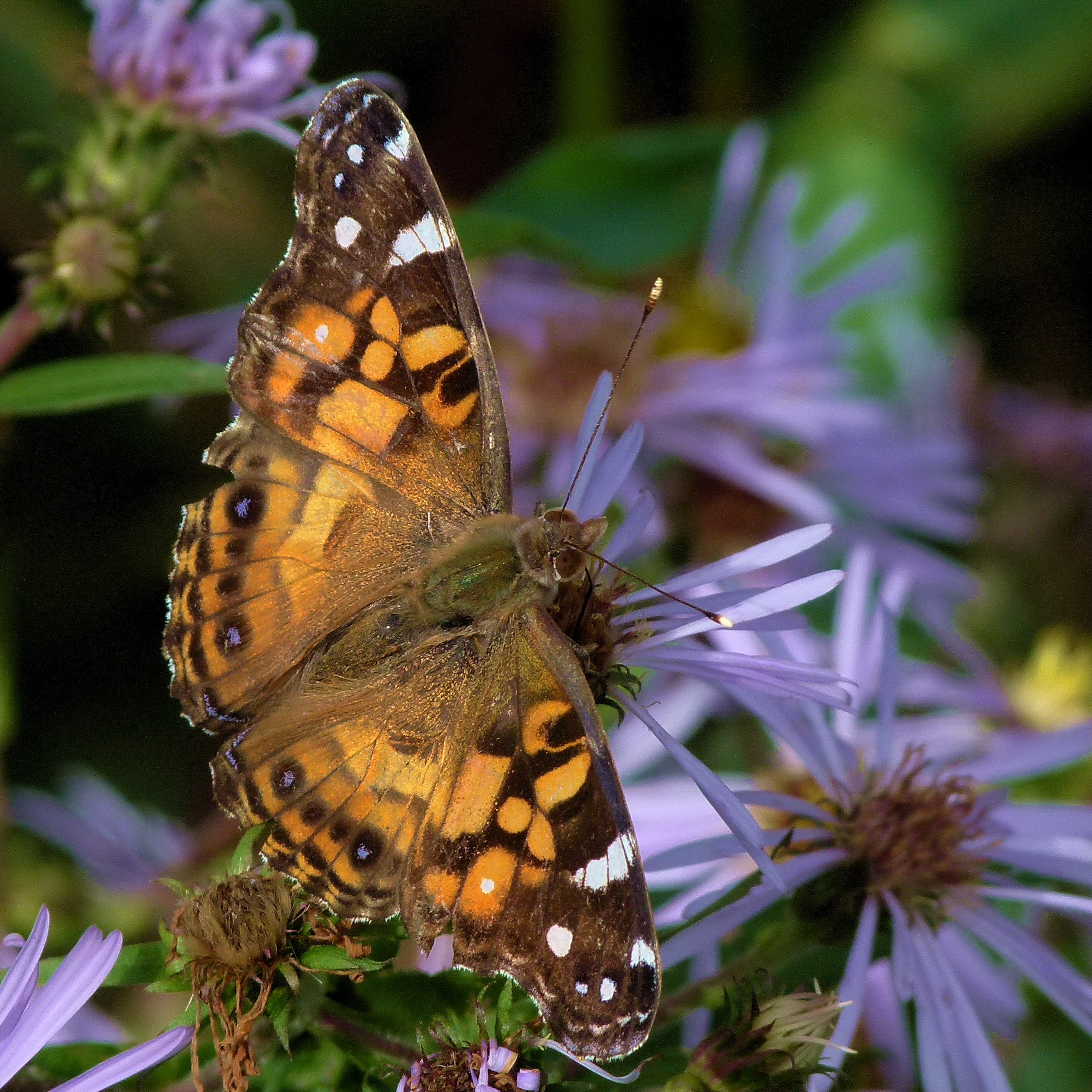
Vanessa virginiensis
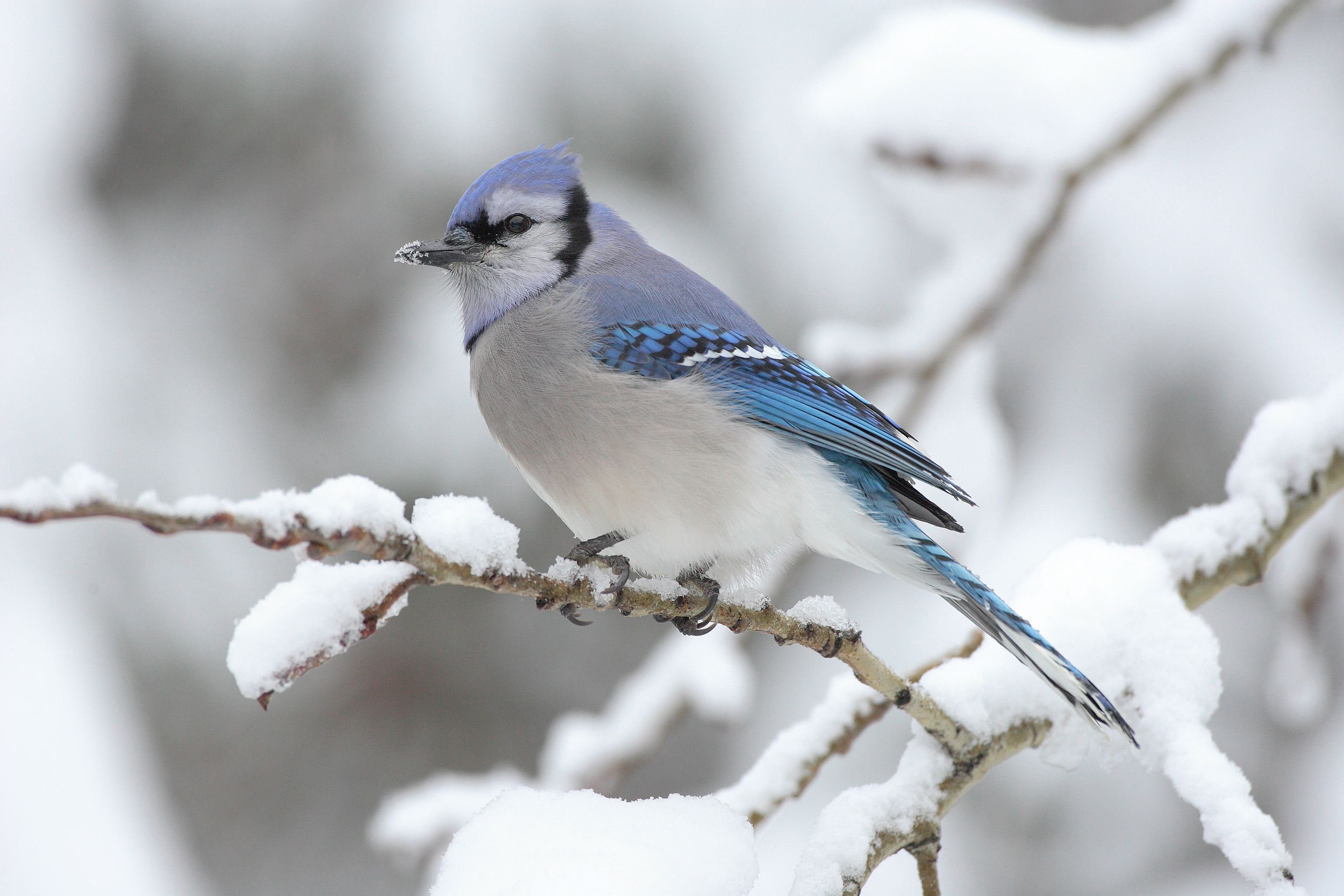
Ghiandaia azzurra
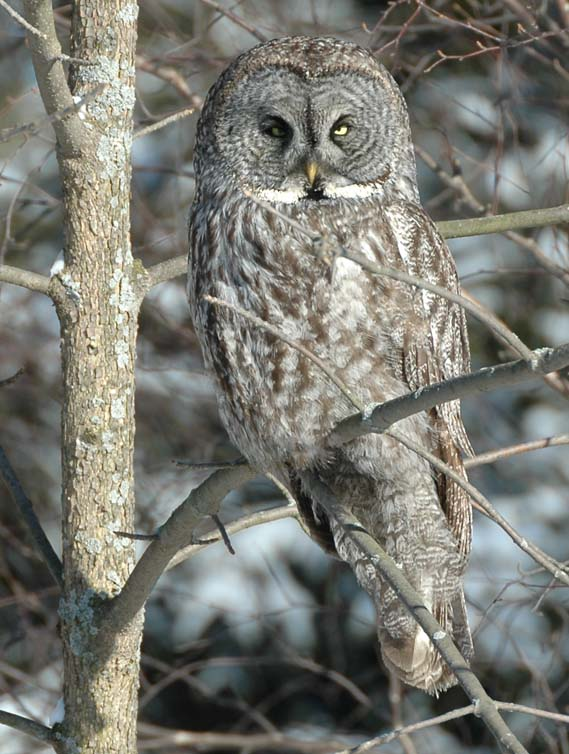
Grande gufo grigio